# 氣壓系統
氣壓系統是指地球大氣層中氣壓偏高或偏低的某一區域。偏高或偏低的气压通常是由於大氣和海洋、湖泊及其它水體中的水进行熱力學相互作用而形成（或消失）的。

## 低壓系統
低壓區（Low pressure）是大氣中氣壓較鄰近地區為低的地帶。一般都是成螺旋狀，偶爾也有一連串低壓區連在一起，我們通常稱之為「低壓槽」（因該區的大氣壓力比其兩旁為低，所以稱為槽，取其陷下的意思）。低壓區一般都伴著雲，或會有風、雨，通常雨勢較大並夾雜著狂風雷暴。

## 高壓系統
高氣壓是指一個氣壓高於周邊地區的區域。在北半球高氣壓區的空氣順時針方向旋轉，在南半球則逆時針方向。高氣壓有時也被稱為反氣旋。高氣壓區一般風力比較小，空氣下沉。通過絕熱過程下沉氣流一般使得500米以下的造成雲或者霧的水滴蒸發，因此高氣壓區一般天氣晴朗。在白天，由於沒有雲來反射陽光或者地面的熱量，在夏季高氣壓區比較熱，而在冬季則比較冷。在夜間由於沒有雲阻擋熱量的散失，氣溫一般不論在哪個季節都比較低。